# François Pierre de La Varenne
François Pierre de La Varenne (Digione, 1618 – Digione, 1678) è stato un cuoco e scrittore francese di libri di cucina.
Considerato il più grande cuoco francese del diciassettesimo secolo, La Varenne esercitò un'influenza determinante sulla cucina europea e, grazie al suo Le cuisinier François, riuscì ad aprire le porte alla gastronomia moderna.

## Biografia
Nato a Digione (secondo altre fonti a Chalon-sur-Saône) nel 1618, La Varenne apprese la sua arte nella cucina italiana, lavorando per Maria de' Medici, moglie di Enrico il Grande. Successivamente trascorse dieci anni nelle cucine del Marchese d'Uxelles Louis Chalon du Blé (padre di Nicolas Chalon du Blé), al quale dedicò il suo primo libro Le cuisinier François del 1651. Tale libro conteneva ricette che risentivano fortemente l'influenza della cucina medievale e rinascimentale italiana e in cui venivano utilizzate materie prime locali, fra cui asparagi, cavolfiori e piselli a scapito di spezie forti come la cannella e il cumino. Il libro diverrà una delle opere di maggiore successo nella storia della cucina francese e, a settant'anni di distanza dalla sua pubblicazione, era stata redatta in oltre trenta riedizioni. La Varenne morì a Digione nel 1678.

## Opere
- Le Cuisinier François, enseignant la maniere de bien apprester & assaisonner toutes sortes de viandes, grasses & maigres, legumes, & patisseries en perfection, &c. Reveu, corrigé, & augmenté d'un traitté de confitures seiches & liquides, & autres delicatesses de bouche. Ensemble d'une table alphabetique des matieres qui sont traittées dans tout le livre, 1651
- Le Pastissier François. Où est enseigné la maniere de faire toute sorte de Pastisserie tres-vtile à toutes personnes, 1655
- Le Parfait Confiturier, 1664
- L’École des ragoûts, 1668